# الخلايا الموجهة القشرية
الخلايا الموجهة القشرية (أو corticotrophs) هي خلايا قاعدية في الغدة النخامية الأمامية تنتج مركب يدعى برو أبيوميلانوكورتين POMC والذي ينتج عنه الهرمون الموجه لقشر الكظر (ACTH)، وبيتا ليبوتروبين، وهرمون تحفيز الخلايا الصباغية (MSH). تتحفز هذه الخلايا عن طريق إفراز هرمون الكورتيكوتروبين (CRH) وتشكل 15-20% من الخلايا في الغدة النخامية الأمامية. تتحكم الخلايا القشرية بإفراز الهرمون الموجه لقشر الكظر عن طريق هرمون الكورتيكوتروبين CRH، والذي يتشكل في أجسام خلايا عصبية خاصة في النوية المجاورة للبطين في منطقة ما تحت المهاد ويصل إلى الخلايا الموجهة القشرية في الغدة النخامية الأمامية عبر الجهاز النخامي البوابي. يحفز هرمون قشر الكظر قشرة الغدة الكظرية لإفراز الهرمون القشري السكري (الستيروئيدات القشرية) ويلعب دورًا مهمًا في الاستجابة للتوتر.

## الوظيفة
تتمثل الوظيفة الأساسية للخلايا الموجه القشرية في إنتاج طليعة هرمون برو أبيوميلانوكورتين POMC استجابةً لإطلاق هرمون CRH من منطقة ما تحت المهاد. ينقسم POMC إلى عدة هرمونات ببتيدية نتيجة نشاط الإنزيم. تنتج الخلايا الميلانينية، والنواة المقوسة في منطقة ما تحت المهاد هرمون POMC أيضًا. يخضع هرمون POMC إلى انقسام ينتج عنه هرمونات ببتيدية مختلفة اعتمادًا على الخلية التي تصنعه، وتختلف أيضًا حسب الأنواع. ينقسم هرمون POMC عند البشر في الخلايا الموجهة القشرية إلى ACTH وبيتا ليبوتروبين. أما في الفئران، ينقسم الـ ACTH إلى هرمون تحفيز الخلايا الصباغية α-MSH والببتيد الوسيط الشبيه بالكورتيكوتروبين CLIP في الخلايا الموجهة القشرية. تُخزن الهرمونات الببتيدية داخل حويصلات في الخلايا القشرية وتُطلق استجابة لتحفيز هرمون CRH الذي تفرزه خلايا منطقة ما تحت المهاد. تغادر هذه الحويصلات الغدة النخامية الأمامية بعد ذلك وتنتقل في الجسم عبر مجرى الدم لتصل إلى الأنسجة المستهدفة.

## دورها في محور الوطاء - الغدة النخامية - الغدة الكظرية

### التنشيط
تلعب الخلايا القشرية دورًا مهمًا في حلقة التغذية الراجعة للمحور الوطائي - النخامي - الكظري (HPA) واستجابة الشدة. تنتج وتفرز الخلايا الموجهة القشرية هرمون ACTH، وهو هرمون ببتيدي يتكون من 39 حمض أميني، استجابةً للهرمون المطلق القشري (CRH) من منطقة ما تحت المهاد. CRH هو هرمون ببتيدي مكون من 41 حمضًا أمينيًا تفرزه الخلايا العصبية في منطقة ما تحت المهاد.
تشمل محفزات إطلاق هرمون CRH من منطقة ما تحت المهاد ما يلي:
الفورسكولين
الانترلوكين 6
ببتيد منشط محلقة الأدينيلات النخامية
الإجهاد أو الصدمة
النظم اليوماوي
ينظم الفورسكولين وببتيد منشط محلقة الأدينيلات النخامية تخليق CRH في منطقة ما تحت المهاد من خلال الارتباط بالمستقبلات المقترنة بالبروتين G وتحفيز وزيادة cAMP داخل الخلايا عن طريق هرمون الأدنيلات سيكلاز. يؤدي هذا إلى تنشيط مسار البروتين كيناز أ، والذي ينتج عنه ارتباط بروتين CREB بمستقبلات تحفيز CRH ويحث بذلك على تصنيعه. تُثبط هذه العملية بواسطة الستيروئيدات القشرية. تساعد هذه التغذية الراجعة المثبطة في الحفاظ على توازن الاستجابة للشدة.
بمجرد إطلاقه عن طريق منطقة ما تحت المهاد، ينتقل هرمون CRH عبر الجهاز النخامي البوابي، إذ يرتبط بالمستقبلات المقترنة ببروتين G على غشاء الخلية القشرية ويحفز إنتاج cAMP. يعزز الفازوبريسين تأثيرات هرمون CRH على قشرة الغدة النخامية، ويعد الفازوبريسين محفزًا ضعيفًا لإنتاج هرمون ACTH بمفرده، ولكن له تأثير تآزري قوي على إنتاج ACTH عندما يرتبط CRH أيضًا بالمستقبل. تعمل هرمونات الإشارة هذه عن طريق تحويل الإشارة، مما يتسبب في تصنيع POMC وانقسامه في نهاية المطاف إلى ACTH وبيتا ليبوبروتين. ثم تُطلق هذه الهرمونات الببتيدية في مجرى الدم، لتصل إلى الأنسجة المستهدفة.

## الوظيفة
يرتبط هرمون ACTH الذي تطلقه الخلايا الموجهة القشرية بالمستقبلات المقترنة بالبروتين G في قشرة الغدة الكظرية، حيث يحفز إنتاج الستيروئيدات القشرية (الكورتيزول بشكل أساسي). يرتبط ACTH بمستقبل الميلانوكورتين 2، ومن خلال نقل الإشارة، يزيد من مستويات الكوليسترول إستراز، ونقل الكوليسترول عبر غشاء المتقدرة، وبذلك يرتبط الكوليسترول بإنزيم انشقاق سلسلة الكوليسترول الجانبية P450SCC، ويزداد تصنيع البريغنينولون. ويعمل كمحفز ثانوي لتخليق القشرانيات المعدنية مثل الألدوستيرون، والتي تلعب دورًا مهمًا في تنظيم توازن الملح في الدم. تمنع الستيروئيدات القشرية التي تطلقها قشرة الغدة الكظرية إنتاج هرمون CRH وACTH، وتشكل حلقة تغذية راجعة سلبية.
تثبيط إنتاج هرمون ACTH
تحتوي الخلايا الموجهة القشرية على مستقبلات للستيروئيدات القشرية والغلوبيولين المرتبط بها CBG. مستقبلات الستيروئيدات القشرية هي مستقبلات تمنع تصنيع ACTH عبر ما يُعرف بعنصر التعرف على الستيروئيد القشري السلبي (GRE) الذي يربط الكورتيزول على الجين المصنع لمادة POMC. يتطلب التثبيط المنشط لمستقبلات الستيروئيدات القشرية تركيزات عالية من الستيروئيدات القشرية، تتجاوز قدرة المستقبلات، بذلك يتثبط إفراز ACTH في المرضى الذين يتناولون الستيروئيدات القشرية لأغراض طبية مثل علاج أمراض المناعة الذاتية أو في حالات زراعة الأعضاء بهدف تجنب الرفض.